# العلاقات العراقية السريلانكية
العلاقات العراقية السريلانكية هي العلاقات الثنائية التي تجمع بين العراق وسريلانكا.

## مقارنة بين البلدين
هذه مقارنة عامة ومرجعية للدولتين:
| وجه المقارنة                                              | العراق                       | سريلانكا                         |
| --------------------------------------------------------- | ---------------------------- | -------------------------------- |
| المساحة (كم2)                                             | 437.07 ألف                   | 65.61 ألف                        |
| عدد السكان (نسمة)                                         | 38.27 مليون                  | 21.44 مليون                      |
| الكثافة السكانية (ن./كم²)                                 | 87.56                        | 326.78                           |
| العاصمة                                                   | بغداد                        | سري جاياواردنابورا كوتي، كولمبو  |
| اللغة الرسمية                                             | اللغة العربية، اللغة الكردية | اللغة السنهالية، اللغة التاميلية |
| العملة                                                    | دينار عراقي                  | روبية سريلانكي                   |
| الناتج المحلي الإجمالي (بليون دولار)                      | 197.72 مليار                 | 87.17 مليار                      |
| الناتج المحلي الإجمالي (تعادل القوة الشرائية) بليون دولار | 560.73 مليار                 | 246.62 مليار                     |
| الناتج المحلي الإجمالي الاسمي للفرد دولار أمريكي          | 4.94 ألف                     | 3.93 ألف                         |
| الناتج المحلي الإجمالي للفرد دولار أمريكي                 | 15.06 ألف                    | 11.11 ألف                        |
| مؤشر التنمية البشرية                                      | 0.654                        | 0.757                            |
| رمز المكالمات الدولي                                      | +964                         | +94                              |
| رمز الإنترنت                                              | .iq                          | .lk،                             |
| المنطقة الزمنية                                           | ت ع م+03:00، ت ع م+04:00     | ت ع م+05:30                      |

## منظمات دولية مشتركة
يشترك البلدان في عضوية مجموعة من المنظمات الدولية، منها:
| علم المنظمة | اسم المنظمة                        | تاريخ انضمام العراق | تاريخ انضمام سريلانكا |
| ----------- | ---------------------------------- | ------------------- | --------------------- |
|             | مؤسسة التنمية الدولية              | 29 ديسمبر 1960      | 27 يونيو 1961         |
|             | يونسكو                             | 21 أكتوبر 1948      | 14 نوفمبر 1949        |
|             | وكالة ضمان الاستثمار متعدد الأطراف | 6 أكتوبر 2008       | 27 مايو 1988          |
|             | الأمم المتحدة                      | 21 ديسمبر 1945      | 14 ديسمبر 1955        |
|             | الاتحاد البريدي العالمي            | ?                   | ?                     |
|             | البنك الدولي للإنشاء والتعمير      | 27 ديسمبر 1945      | 29 أغسطس 1950         |
|             | الاتحاد الدولي للاتصالات           | 12 نوفمبر 1928      | 1897                  |
|             | منظمة حظر الأسلحة الكيميائية       | ?                   | ?                     |
|             | مؤسسة التمويل الدولية              | 27 ديسمبر 1956      | 20 يوليو 1956         |
|             | منظمة الشرطة الجنائية الدولية      | ?                   | ?                     |

## وصلات خارجية
- موقع وزارة الخارجية العراقية
- موقع وزارة الخارجية السريلانكية